# Eerste klasse 1984-85 (basketbal België)
Het seizoen 1984-1985 was de 38e editie van de hoogste basketbalcompetitie.
Sunair BC Oostende werd voor de vijfde maal op rij kampioen. Frisa Kortrijk en Okapi Aalst promoveerden vanuit de tweede afdeling naar het hoogste niveau
Duvel Willebroek won de testwedstrijd tegen Avanti Brugge met 82-71 en kon zo alsnog een degradatie vermijden

## Eindstand
|  |    |                           | P  | W  | V  | G | Ptn |
|  | -- | ------------------------- | -- | -- | -- | - | --- |
|  | 1  | Sunair BC Oostende        | 26 | 25 | 1  | 0 | 50  |
|  | 2  | RC Maes Pils Mechelen     | 26 | 19 | 7  | 0 | 38  |
|  | 3  | Opel Merksem              | 26 | 16 | 10 | 0 | 32  |
|  | 4  | BBC Italo Gent            | 26 | 16 | 10 | 0 | 32  |
|  | 5  | BC Toptours Aarschot      | 26 | 16 | 10 | 0 | 32  |
|  | 6  | Standard                  | 26 | 14 | 12 | 0 | 28  |
|  | 7  | RUS Assubel Mariembourg   | 26 | 13 | 13 | 0 | 26  |
|  | 8  | Spirale Verviers          | 26 | 13 | 13 | 0 | 26  |
|  | 9  | Renault Gent              | 26 | 12 | 14 | 0 | 24  |
|  | 10 | Maccabi Panasonic Brussel | 26 | 12 | 14 | 0 | 24  |
|  | 11 | Andenne Leonard           | 26 | 9  | 17 | 0 | 18  |
|  | 12 | SC Avanti Brugge          | 26 | 8  | 18 | 0 | 16  |
|  | 13 | Duvel Willebroek          | 26 | 8  | 18 | 0 | 16  |
|  | 14 | Royal Waterford           | 26 | 1  | 25 | 0 | 2   |

## Play offs
- Best of three

Maes Pils Mechelen - Opel Merksem 96-92
Opel Merksem - Maes Pils Mechelen 92-79
Maes Pils Mechelen - Opel Merksem 93-74
Sunair BC Oostende - BBC Italo Gent 97-73
BBC Italo Gent - Sunair BC Oostende 79-93
- Best of five

Sunair BCO - Maes Pils Mechelen 110-100
Maes Pils Mechelen - Sunair BCO 85-95
Sunair BCO - Maes Pils Mechelen 120-101
1928 · 1929 · 1930 · 1931 · 1932 · 1933 · 1934 · 1935 · 1936 · 1937 · 1938 · 1939 · 1940 · 1941 · 1942 · 1943 · 1944 · 1945 · 1946 · 1947 · 1948 · 1949 · 1950 · 1951 · 1952 · 1953 · 1954 · 1955 · 1956 · 1957 · 1958 · 1959 · 1960 · 1961 · 1962 · 1963 · 1964 · 1965 · 1966 · 1967 · 1968 · 1969 · 1970 · 1971 · 1972 · 1973 · 1974 · 1975 · 1976 · 1977 · 1978 · 1979 · 1980 · 1981 · 1982 · 1983 · 1984 · 1985 · 1986 · 1987 · 1988 · 1989 · 1990 · 1991 · 1992 · 1993 · 1994 · 1995 · 1996 · 1997 · 1998 · 1999 · 2000 · 2001 · 2002 · 2003 · 2004 · 2005 · 2006 · 2007 · 2008 · 2009 · 2010 · 2011 · 2012 · 2013 · 2014 · 2015 · 2016 · 2017 · 2018 · 2019 · 2020 · 2021